# Heriades latipes
Heriades latipes är en biart som beskrevs av Popov 1960. Heriades latipes ingår i släktet väggbin, och familjen buksamlarbin. Inga underarter finns listade i Catalogue of Life.